# Narcinidae
I Narcinidae sono una famiglia di pesci cartilaginei marini appartenenti all'ordine Torpediniformes.

## Distribuzione e habitat
La famiglia è prevalentemente diffusa nell'Indo-Pacifico ma qualche specie si incontra anche nell'Oceano Atlantico occidentale. Sono prevalentemente tropicali ma qualche Narcinidae frequenta anche acque temperate. La maggior parte delle specie sono costiere ma qualcuna vive in acque profonde fin oltre 1000 metri.

## Descrizione
Sono piuttosto simili alle torpedini mediterranee e come esse sono dotate di organi elettrici. Il disco è arrotondato anteriormente, gli occhi sono piccoli e la bocca è robusta, con mascelle brevi molto protrattili e un solco profondo che la borda. Di solito sono presenti due pinne dorsali.
Narcine entemedor è la specie più grande e supera i 75 cm.

## Specie
- Genere Benthobatis
  - Benthobatis kreffti
  - Benthobatis marcida
  - Benthobatis moresbyi
  - Benthobatis yangi
- Genere Diplobatis
  - Diplobatis colombiensis
  - Diplobatis guamachensis
  - Diplobatis ommata
  - Diplobatis pictus
- Genere Discopyge
  - Discopyge castelloi
  - Discopyge tschudii
- Genere Narcine
  - Narcine atzi
  - Narcine bancroftii
  - Narcine brasiliensis
  - Narcine brevilabiata
  - Narcine brunnea
  - Narcine entemedor
  - Narcine insolita
  - Narcine lasti
  - Narcine leoparda
  - Narcine lingula
  - Narcine maculata
  - Narcine nelsoni
  - Narcine oculifera
  - Narcine ornata
  - Narcine prodorsalis
  - Narcine rierai
  - Narcine tasmaniensis
  - Narcine timlei
  - Narcine vermiculatus
  - Narcine westraliensis[2]